# Torneo Apertura 2016 Liga de Ascenso
El Torneo Apertura 2016 fue el 43° torneo de la Liga de Ascenso de México. Contó con la participación de 18 equipos. Dorados, campeón de este torneo, se enfrentó a Lobos BUAP, campeón del Torneo Clausura 2017, en la final por el ascenso 2017, para decidir quien de los dos equipos ascendería a la Liga Bancomer MX.

## Cambios
- Dorados descendió de la  Liga MX.

- Necaxa ascendió a la  Liga MX.

- Loros de Colima,  Potros UAEM y  Tampico Madero ascendieron de la Segunda División de México.

- La franquicia del  Atlético de San Luis fue congelada debido a sus problemas económicos y el aumento de plazas de 16 a 18 equipos para la temporada 2016-17.

 En negritas se encuentran resaltados los clubes recién llegados a la Liga de Ascenso Torneo Apertura 2016.

## Sistema de competición
El torneo de la Ascenso Bancomer MX, está conformado en dos partes:
- Fase de calificación: Se integra por las 17 jornadas del torneo.
- Fase final: Se integra por los partidos de cuartos de final, semifinal y final.

### Fase de clasificación
En la fase de clasificación se observará el sistema de puntos. La ubicación en la tabla general está sujeta a lo siguiente:
- Por juego ganado se obtendrán tres puntos.
- Por juego empatado se obtendrá un punto.
- Por juego perdido no se otorgan puntos.

En esta fase participan los 18 clubes de la Ascenso Bancomer MX jugando en cada torneo todos contra todos durante las 17 jornadas respectivas, a un solo partido.
El orden de los clubes al final de la fase de calificación del torneo corresponderá a la suma de los puntos obtenidos por cada uno de ellos y se presentará en forma descendente. Si al finalizar las 17 jornadas del torneo, dos o más clubes estuviesen empatados en puntos, su posición en la tabla general será determinada atendiendo a los siguientes criterios de desempate:
1. Mejor diferencia entre los goles anotados y recibidos y goles.
2. Mayor número de goles anotados.
3. Marcadores particulares entre los clubes empatados.
4. Mayor número de goles anotados como visitante.
5. Mejor ubicado en la tabla general de cociente
6. Tabla Fair Play
7. Sorteo.

Para determinar los lugares que ocuparán los clubes que participen en la fase final del torneo se tomará como base la tabla general de clasificación.
Participan automáticamente por el título de Campeón de la Ascenso Bancomer MX, los 8 primeros clubes de la tabla general de clasificación al término de las 17 jornadas.

### Fase final
Los ocho clubes calificados para esta fase del torneo, serán reubicados de acuerdo con el lugar, que ocupen en la tabla General al término de la jornada 17, con el puesto del número uno al club mejor clasificado, y así hasta el número 8. Los partidos previos a esta fase, se desarrollarán a visita, en las siguientes etapas:
- Cuartos de final
- Semifinales
- Final

Los clubes vencedores en los partidos de cuartos de final y semifinal serán aquellos que en los dos juegos anoten el mayor número de goles. De existir empate en el número de goles anotados, la posición se definirá a favor del club con mayor cantidad de goles a favor cuando actúe como visitante.
Si una vez aplicado el criterio anterior los clubes siguieran empatados, se observará la posición de los clubes en la tabla general de clasificación.
Los partidos correspondientes a la fase final se jugarán obligatoriamente los días miércoles y sábado, y jueves y domingo eligiendo, en su caso, exclusivamente en forma descendente, los cuatro clubes mejor clasificados en la tabla general al término de la jornada 17, el día y horario de su partido como local. Los siguientes cuatro clubes podrán elegir únicamente el horario.
El club vencedor de la final y por lo tanto Campeón, será aquel que en los dos partidos anote el mayor número de goles. Si al término del tiempo reglamentario el partido está empatado, se agregarán dos tiempos extras de 15 minutos cada uno. De persistir el empate en estos periodos, se procederá a lanzar tiros penales hasta que resulte un vencedor.
Los partidos de cuartos de final se jugarán de la siguiente manera:
En las semifinales participarán los cuatro clubes vencedores de cuartos de final, reubicándolos del uno al cuatro, de acuerdo a su mejor posición en la tabla General de clasificación al término de la jornada 17 del torneo correspondiente, enfrentándose:
Disputarán el título de Campeón del Torneo de Apertura 2016, los dos clubes vencedores de la fase semifinal correspondiente, reubicándolos del uno al dos, de acuerdo a su mejor posición en la tabla general de clasificación al término de la jornada 17 de cada Torneo.

## Equipos por Entidad Federativa
Para la temporada 2016-17 se contará con 18 equipos. Las entidades de la República Mexicana, con más equipos en la Liga de Ascenso son Sinaloa y Tamaulipas, con dos equipos cada uno.
| Atlante Murciélagos Lobos Correcaminos Juárez Celaya Venados Tapachula Oaxaca Zacatepec Zacatecas Leones Potros UAEM Tepic Tampico Madero U. De Colima Dorados Cimarrones |

| Estado           | N.º | Equipos                           |
| ---------------- | --- | --------------------------------- |
| Sinaloa          | 2   | Dorados y Murciélagos             |
| Tamaulipas       | 2   | Correcaminos UAT y Tampico Madero |
| Jalisco          | 1   | Leones Negros U de G              |
| Nayarit          | 1   | Tepic                             |
| Colima           | 1   | U. de Colima                      |
| Estado de México | 1   | Potros UAEM                       |
| Sonora           | 1   | Cimarrones                        |
| Chihuahua        | 1   | FC Juárez                         |
| Oaxaca           | 1   | Oaxaca                            |
| Puebla           | 1   | Lobos BUAP                        |
| Guanajuato       | 1   | Celaya                            |
| Morelos          | 1   | Zacatepec                         |
| Chiapas          | 1   | Tapachula                         |
| Yucatán          | 1   | Venados                           |
| Quintana Roo     | 1   | Atlante                           |
| Zacatecas        | 1   | Mineros                           |

## Ascenso y descenso
| Pos | del Ascenso MX |
| --- | -------------- |
|     | No hubo        |

| Pos           | de la Liga Premier de Ascenso     |
| ------------- | --------------------------------- |
| Campeón 14-15 | Loros de la Universidad de Colima |
| Campeón 15-16 | Potros UAEM                       |
| Nueva Plaza   | Tampico Madero                    |

| Pos | a la Liga Bancomer MX |
| --- | --------------------- |
| 2º  | Necaxa                |

| Pos | al Ascenso MX |
| --- | ------------- |
| 18° | Dorados       |

## Información de los equipos
| Equipo                | Entrenador             | Ciudad                      | Estadio                          | Capacidad | Fundación / En Liga    | Patrocinador                  | Kit          | Televisora                                                    | Horario        |
| --------------------- | ---------------------- | --------------------------- | -------------------------------- | --------- | ---------------------- | ----------------------------- | ------------ | ------------------------------------------------------------- | -------------- |
| Atlante               | Eduardo Fentanes       | Cancún, Quintana Roo        | Olímpico Andrés Quintana Roo     | 20 000    | 1918 (106 años) / 2014 | Riviera Maya                  | Kappa        | Archivo:Univision - Televisa Deportes Network logo - 2012.png | Viernes 20:00  |
| Celaya                | Gustavo Díaz           | Celaya, Guanajuato          | Emilio Butragueño                | 26 500    | 1954 (71 años) / 2011  | Bachoco                       | Keuka        |                                                               | Sábados 19:00  |
| Correcaminos UAT      | José Treviño           | Ciudad Victoria, Tamaulipas | Marte R. Gómez                   | 11 500    | 1980 (45 años) / 1995  | Aeromar                       | Lotto        |                                                               | Viernes 20:00  |
| Dorados               | Gabriel Caballero      | Culiacán, Sinaloa           | Banorte                          | 23 000    | 2003 (22 años) / 2016  | Coppel                        | Charly       | [ 1 ]                                                         | Sábados 21:00  |
| FC Juárez             | Sergio Orduña Carrillo | Juárez, Chihuahua           | Olímpico Benito Juárez           | 23 500    | 2015 (10 años) / 2015  | Del Rio                       | Umbro        |                                                               | Sábados 20:00  |
| Leones Negros         | Joel Sánchez           | Guadalajara, Jalisco        | Estadio Jalisco                  | 56 713    | 1970 (55 años) / 2015  | Electrolit                    | Charly       | Canal 44                                                      | Domingos 12:00 |
| Lobos BUAP            | Rafael Puente Jr.      | Puebla, Puebla              | Olímpico de la BUAP              | 21 750    | 1967 (58 años) / 2003  | Coca Cola                     | Keuka        | Archivo:Univision - Televisa Deportes Network logo - 2012.png | Sábados 17:00  |
| Mineros               | Ricardo Cadena         | Zacatecas, Zacatecas        | Francisco Villa                  | 14 000    | 2014 (11 años) / 2014  | Telcel, Samsung y Red Gasislo | Pirma        | y                                                             | Viernes 19:06  |
| Murciélagos           | Aldo da Pozzo          | Los Mochis, Sinaloa         | Centenario                       | 15 000    | 2008 (17 años) / 2015  | Meprosa                       | GF Sports    | Archivo:Univision - Televisa Deportes Network logo - 2012.png | Viernes 22:05  |
| Oaxaca                | Mario García           | Oaxaca, Oaxaca              | Tecnológico de Oaxaca            | 15 200    | 2012 (12 años) / 2013  | Ópticas América               | Lotto        | Archivo:Univision - Televisa Deportes Network logo - 2012.png | Sábados 19:00  |
| Potros UAEM           | Omar Ramírez           | Toluca, Estado de México    | Alberto "Chivo" Córdoba          | 32 000    | 1970 (55 años) / 2016  | Megacable                     | Lotto        | [ 4 ] [ 5 ]                                                   | Viernes 19:00  |
| Sonora                | Juan Carlos Chávez     | Hermosillo, Sonora          | Héroe de Nacozari                | 18 747    | 2013 (12 años) / 2015  | Súper Del Norte               | Lotto        | Telemax                                                       | Viernes 22:36  |
| Tampico Madero        | Daniel Guzmán          | Tampico Madero, Tamaulipas  | Tamaulipas                       | 19 800    | 1982 (42 años) / 2016  | B Hermanos                    | Lotto        | [ 6 ]                                                         | Sábados 20:00  |
| Tapachula             | Mauro Camoranesi       | Tapachula, Chiapas          | Olímpico de Tapachula            | 15 000    | 2015 (10 años) / 2015  | Chiapas                       | Silver Sport | y CafetalTV                                                   | Sábados 19:00  |
| Tepic                 | Ramón Morales          | Tepic, Nayarit              | Arena Cora                       | 12 945    | 1959 (66 años) / 2014  | Riviera Nayarit               | Bee Sport    |                                                               | Viernes 21:30  |
| Universidad de Colima | Víctor Hugo Mora       | Colima, Colima              | Olímpico Universitario de Colima | 12 000    | 1981 (43 años) / 2016  |                               | Pirma        | [ 4 ] [ 5 ]                                                   | Sábados 19:00  |
| Venados               | José Luis Sánchez Solá | Mérida, Yucatán             | Carlos Iturralde                 | 14 500    | 1988 (37 años) / 2011  | ADO y Yucatán                 | Spiro        |                                                               | Viernes 20:30  |
| Zacatepec             | Carlos Gutiérrez       | Zacatepec, Morelos          | Agustín "Coruco" Díaz            | 24 443    | 1948 (77 años) / 2014  | Jardines de México            | Silver Sport |                                                               | Sábados 17:00  |

- En cuanto a las transmisiones de Cafetaleros de Tapachula la televisora seguirá transmitiendo por TVC Deportes pese a las platicas que había tenido Grupo Imagen Multimedia.[4][5] además se anunció la creación del canal Cafetaleros TV en Youtube (representado como CafetalTV) .[7]
- Los partidos que son en el mismo horario por TVC Deportes serán transmitidos por los dos canales que este maneja: TVC Deportes 1 y TVC Deportes 2
- Los partidos de Tampico Madero serán por el canal Multimedios Plus.
- Datos actualizados al 13 de agosto de 2016

Notas:
- Atlético San Luis desaparece para la temporada 2016-2017.
- Universidad de Colima ascendió el año pasado a la categoría, pero debido a que no cumplía las normas del estadio, no pudo participar en el torneo; sin embargo la FMF le aseguró el lugar en la Liga de Ascenso Bancomer MX, mientras remodelaban su estadio.
- Al no haber descenso, Universidad de Colima y Potros UAEM serán los equipos 17 y 18, al ser los campeones de la Segunda División de México 2014-15 y de la Segunda División de México 2015-16 respectivamente.
- Tampico Madero asciende a la categoría, tras ocupar la plaza que dejó disponible la franquicia del Atlético San Luis, esto tras descongelar una franquicia de Santos Laguna que había quedado en esa situación tras la disminución de equipos en la categoría en 2009, esto luego que Orlegi Deportes, propietario de Santos, anunciara la inversión en el cuadro tamaulipeco[8][9]

### Cambios de entrenadores
| Equipo                   | Entrenador (jornadas)                                                        |
| ------------------------ | ---------------------------------------------------------------------------- |
| Venados F.C              | Marcelo Michel Leaño (1-4) José Luis Sánchez Solá (5-17)                     |
| Cafetaleros de Tapachula | Carlos Bustos (1-7) Mauro Camoranesi (8-17)                                  |
| Murciélagos FC           | Adolfo García Parra (1-9)1 Aldo Da Pozzo (10-17)                             |
| Tampico Madero           | Miguel García Zúñiga (1-10) Daniel Guzmán Castañeda (11-17)                  |
| Lobos BUAP               | Miguel de Jesús Fuentes (1-11) Hiram Bandala (12)2 Rafael Puente Jr. (13-17) |

- 1. Ante la FMF fue el técnico.
- 2. Es Auxiliar Técnico en Lobos Prepa, toma cargo de interino ante FMF.

### Extranjeros
| - Lucas Ayala (Correcaminos UAT) - Diego Olsina (Correcaminos UAT) - Nicolás Saucedo (Correcaminos UAT) - Gaspar Servio (Dorados) - Alan Arario (Dorados) - Pablo Torres (Dorados) - Gabriel Hachen (Dorados) - Mauro Fernández (Juárez) - Santiago Echeverría (Mineros) - Juan Neira (Mineros) - Julián Cardozo (Mineros) - René Lima (Murciélagos) - Diego Menghi (Alebrijes) - Juan Cavallo (Alebrijes) - Jonathan Valle (Cimarrones) - Cristian Ivanobski (Cimarrones) - Leandro Montagnoli (Tampico Madero) - Luis Alberto Ojeda (Venados) - Leandro Navarro (Venados) - Luis Acuña (Venados) - Emiliano Bonfigli (Zacatepec) | - Alfredo Moreno (Celaya) - Jonathan Lacerda (Celaya) - Fernando Arismendi (Celaya) - Mathías Cardacio (Dorados) - Ribair Rodríguez (Leones Negros) - Franco Torgnascioli (Mineros) - Agustín Gutiérrez (Mineros) - Michel Acosta (Murciélagos) - Darwin Torres (Cimarrones) - Gonzalo Mastriani (Tampico Madero) - Maicol Cabrera (Tampico Madero) - Diego Benítez (Cafetaleros) - Leandro Otormín (Venados) - Sebastián Ribas (Venados) - Jonathan Ramis (Zacatepec) - Jimmy Bermúdez (Atlante) - John Restrepo (Celaya) - Charles Monsalvo (Celaya) - Félix Micolta (Juárez) - Julián Figueroa (Juárez) - Carlos Rentería (Juárez) | - Armando Nieves (Leones Negros) - Diego Calderón (Alebrijes) - Wilber Rentería (Potros UAEM) - Cristian Echavarría (Venados) - Judvan Lucas (Dorados) - Betao (Juárez) - Lucas Silva (Juárez) - Leandro Carrijo (Juárez) - Elson Dias (Juárez) - Sidnei Sciola (Juárez) - Ricardo Alves (Lobos BUAP) - Bruno Costa (Cafetaleros) - Douglas da Silva (Cafetaleros) - Rafael Gomes (Cafetaleros) - Carlos Garcés (Atlante) - Brayan de la Torre (Dorados) - Vinicio Angulo (Dorados) - Andrés Mendoza (Juárez) - Daniel Porozo (Lobos BUAP) - Diego Calderón (Zacatepec) - Esteban Rodríguez (Atlante) | - Alan Huerta (Atlante) - Fernando Arce (Dorados) - Joe Corona (Dorados) - Isaac Acuña (Celaya) - David Mendieta (Atlante) - Enzo Prono (Atlante) - Dante López (Zacatepec) - Gustavo Ramírez (Mineros) - Sergio Vergara (Celaya) - Luis Pavez (Potros UAEM) - Pablo González (Cafetaleros) - Johnny Leverón (Correcaminos UAT) - Júnior Lacayo (Tampico Madero) - Roger Rojas (Cimarrones) - Yohance Marshall (Murciélagos) - Shahdon Winchester (Murciélagos) - Jomal Williams (Murciélagos) - Hugo López (Celaya) - Mark Makama (Dorados) - Devaughn Elliott (Murciélagos) |  |

## Estadios
|                                                                                          |                                                                                                  | |
|                                                                                          |                                                                                                  | |
| Estadio Jalisco Ciudad: Guadalajara Capacidad: 54.500 Club: Universidad de Guadalajara   | Estadio Universitario Alberto "Chivo" Córdoba Ciudad: Toluca Capacidad: 35.000 Club: Potros UAEM | Estadio Emilio Butragueño Ciudad: Celaya Capacidad: 23.369 Club: Celaya                              |
|                                                                                          |                                                                                                  | |
| Estadio Agustín Coruco Díaz Ciudad: Zacatepec Capacidad: 22.996 Club: Zacatepec          | Estadio Olímpico de la BUAP Ciudad: Puebla Capacidad: 20.167 Club: Lobos BUAP                    | Estadio Olímpico Benito Juárez Ciudad: Ciudad Juárez Capacidad: 19.765 Club: FC Juárez               |
|                                                                                          |                                                                                                  | |
| Estadio Tamaulipas Ciudad: Tampico, Ciudad Madero Capacidad: 19.369 Club: Tampico Madero | Estadio Héroe de Nacozari Ciudad: Hermosillo Capacidad: 18.747 Club: Cimarrones de Sonora        | Estadio Banorte Ciudad: Culiacán Capacidad: 17.898 Club: Dorados de Sinaloa                          |
|                                                                                          |                                                                                                  | |
| Estadio Olímpico Andrés Quintana Roo Ciudad: Cancún Capacidad: 17.289 Club: Atlante      | Estadio Carlos Iturralde Rivero Ciudad: Mérida Capacidad: 15.087 Club: Venados                   | Estadio Tecnológico de Oaxaca Ciudad: Oaxaca Capacidad:15.000 Club: Alebrijes de Oaxaca              |
|                                                                                          |                                                                                                  | |
| Estadio Francisco Villa Ciudad: Zacatecas Capacidad: 13.820 Club: Mineros de Zacatecas   | Estadio Olímpico de Tapachula Ciudad: Tapachula Capacidad: 13.300 Club: Cafetaleros de Tapachula | Arena Cora Ciudad: Tepic Capacidad: 12.271 Club: Coras de Tepic                                      |
|                                                                                          |                                                                                                  | |
| Estadio Marte R. Gómez Ciudad: Ciudad Victoria Capacidad: 10.476 Club: Correcaminos UAT  | Estadio Centenario LM Ciudad: Los Mochis Capacidad: 9.725 Club: Murciélagos FC                   | Estadio Olímpico Universitario de Colima Ciudad: Colima Capacidad: 8.340 Club: Universidad de Colima |

## Torneo Regular
- Los horarios son correspondientes al Tiempo del Centro de México (UTC-6 y UTC-5 en horario de verano).[10]
- El calendario se dio a conocer el 17 de junio.[11] y se encontrará en la página oficial: http://www.ascensomx.net Archivado el 6 de diciembre de 2015 en Wayback Machine.

| Correcaminos UAT   | 0 - 0 | Zacatepec      | Marte R. Gómez             | 15 de julio | 20:00 |                                                               |
| Tepic              | 4 - 0 | Tapachula      | Arena Cora                 | 15 de julio | 21:30 |                                                               |
| Cimarrones         | 2 - 0 | Celaya         | Héroe de Nacozari          | 15 de julio | 22:36 | Telemax                                                       |
| Lobos BUAP         | 0 - 0 | Murciélagos    | Universitario BUAP         | 16 de julio | 17:00 | Archivo:Univision - Televisa Deportes Network logo - 2012.png |
| Oaxaca             | 1 - 0 | Atlante        | Tecnológico de Oaxaca      | 16 de julio | 19:00 | Archivo:Univision - Televisa Deportes Network logo - 2012.png |
| Potros UAEM        | 2 - 4 | U. de G.       | "Chivo" Córdoba            | 16 de julio | 19:00 |                                                               |
| Loros              | 2 - 0 | Venados        | O. Universitario de Colima | 16 de julio | 19:00 |                                                               |
| Juárez             | 0 - 1 | Zacatecas      | Olímpico Benito Juárez     | 16 de julio | 20:00 |                                                               |
| Dorados            | 5 - 1 | Tampico Madero | Banorte                    | 16 de julio | 21:00 |                                                               |
| Total de goles: 22 |       |                |                            |             |       |                                                               |

| Zacatecas          | 4 - 0 | Cimarrones       | Francisco Villa         | 22 de julio | 19:06 | y                                                             |
| Atlante            | 3 - 2 | Correcaminos UAT | Andrés Quintana Roo     | 22 de julio | 20:00 | Archivo:Univision - Televisa Deportes Network logo - 2012.png |
| Murciélagos        | 1 - 2 | Potros UAEM      | Centenario LM           | 22 de julio | 22:05 | Archivo:Univision - Televisa Deportes Network logo - 2012.png |
| Zacatepec          | 2 - 2 | Dorados          | "Coruco" Díaz           | 23 de julio | 17:00 |                                                               |
| Venados            | 1 - 3 | Oaxaca           | Carlos Iturralde Rivero | 23 de julio | 19:00 |                                                               |
| Celaya             | 3 - 0 | Loros            | Emilio Butragueño       | 23 de julio | 19:00 |                                                               |
| Tapachula          | 1 - 1 | Juárez           | Olímpico de Tapachula   | 23 de julio | 19:00 | y CafTV                                                       |
| Tampico Madero     | 0 - 0 | Lobos BUAP       | Tamaulipas              | 23 de julio | 20:00 |                                                               |
| U. de G.           | 1 - 2 | Tepic            | Jalisco                 | 24 de julio | 12:00 | Canal 44                                                      |
| Total de goles: 28 |       |                  |                         |             |       |                                                               |

| Potros UAEM        | 1 - 0 | Tampico Madero | "Chivo" Córdoba            | 29 de julio | 19:00 |                                                               |
| Correcaminos UAT   | 2 - 0 | Venados        | Marte R. Gómez             | 29 de julio | 20:00 |                                                               |
| Tepic              | 1 - 1 | Murciélagos    | Arena Cora                 | 29 de julio | 21:30 |                                                               |
| Cimarrones         | 1 - 1 | Tapachula      | Héroe de Nacozari          | 29 de julio | 22:36 | Telemax                                                       |
| Zacatepec          | 2 - 1 | Atlante        | "Coruco" Díaz              | 30 de julio | 17:00 |                                                               |
| Loros              | 3 - 3 | Zacatecas      | O. Universitario de Colima | 30 de julio | 19:00 |                                                               |
| Oaxaca             | 1 - 1 | Celaya         | Tecnológico de Oaxaca      | 30 de julio | 19:00 | Archivo:Univision - Televisa Deportes Network logo - 2012.png |
| Juárez             | 1 - 1 | U. de G.       | Olímpico Benito Juárez     | 30 de julio | 20:00 |                                                               |
| Dorados            | 5 - 0 | Lobos BUAP     | Banorte                    | 30 de julio | 21:00 |                                                               |
| Total de goles: 25 |       |                |                            |             |       |                                                               |

| Zacatecas          | 1 - 0 | Oaxaca           | Francisco Villa         | 5 de agosto | 19:00 | y                                                             |
| Atlante            | 1 - 1 | Dorados          | Andrés Quintana Roo     | 5 de agosto | 20:00 | Archivo:Univision - Televisa Deportes Network logo - 2012.png |
| Venados            | 0 - 0 | Zacatepec        | Carlos Iturralde Rivero | 5 de agosto | 20:30 |                                                               |
| Murciélagos        | 0 - 0 | Juárez           | Centenario LM           | 5 de agosto | 22:05 | Archivo:Univision - Televisa Deportes Network logo - 2012.png |
| Lobos BUAP         | 0 - 0 | Potros UAEM      | Universitario BUAP      | 6 de agosto | 17:00 | Archivo:Univision - Televisa Deportes Network logo - 2012.png |
| Celaya             | 3 - 0 | Correcaminos UAT | Emilio Butragueño       | 6 de agosto | 19:00 |                                                               |
| Tapachula          | 3 - 4 | Loros            | Olímpico de Tapachula   | 6 de agosto | 19:00 | y CafTV                                                       |
| Tampico Madero     | 0 - 0 | Tepic            | Tamaulipas              | 6 de agosto | 20:00 |                                                               |
| U. de G.           | 1 - 1 | Cimarrones       | Jalisco                 | 7 de agosto | 12:00 | Canal 44                                                      |
| Total de goles: 15 |       |                  |                         |             |       |                                                               |

| Atlante            | 1 - 1 | Venados        | Andrés Quintana Roo        | 12 de agosto | 20:00 | Archivo:Univision - Televisa Deportes Network logo - 2012.png |
| Correcaminos UAT   | 3 - 2 | Zacatecas      | Marte R. Gómez             | 12 de agosto | 20:00 |                                                               |
| Tepic              | 2 - 1 | Lobos BUAP     | Arena Cora                 | 12 de agosto | 21:30 |                                                               |
| Cimarrones         | 2 - 1 | Murciélagos    | Héroe de Nacozari          | 12 de agosto | 22:36 | Telemax                                                       |
| Zacatepec          | 0 - 3 | Celaya         | "Coruco" Díaz              | 13 de agosto | 17:00 |                                                               |
| Oaxaca             | 1 - 0 | Tapachula      | Tecnológico de Oaxaca      | 13 de agosto | 19:00 | Archivo:Univision - Televisa Deportes Network logo - 2012.png |
| Loros              | 1 - 1 | U. de G.       | O. Universitario de Colima | 13 de agosto | 19:00 |                                                               |
| Juárez             | 3 - 0 | Tampico Madero | Olímpico Benito Juárez     | 13 de agosto | 20:00 |                                                               |
| Dorados            | 0 - 1 | Potros UAEM    | Banorte                    | 13 de agosto | 21:00 |                                                               |
| Total de goles: 23 |       |                |                            |              |       |                                                               |

| Zacatecas          | 3 - 1 | Zacatepec        | Francisco Villa         | 19 de agosto | 19:00 | y                                                             |
| Venados            | 1 - 1 | Dorados          | Carlos Iturralde Rivero | 19 de agosto | 20:30 |                                                               |
| Murciélagos        | 1 - 0 | Loros            | Centenario LM           | 19 de agosto | 22:05 | Archivo:Univision - Televisa Deportes Network logo - 2012.png |
| Lobos BUAP         | 2 - 0 | Juárez           | Universitario BUAP      | 20 de agosto | 17:00 | Archivo:Univision - Televisa Deportes Network logo - 2012.png |
| Celaya             | 1 - 1 | Atlante          | Emilio Butragueño       | 20 de agosto | 19:00 |                                                               |
| Potros UAEM        | 2 - 1 | Tepic            | "Chivo" Córdoba         | 20 de agosto | 19:00 | CafTV                                                         |
| Tapachula          | 1 - 0 | Correcaminos UAT | Ollímpico de Tapachula  | 20 de agosto | 19:00 | CafTV                                                         |
| Tampico Madero     | 1 - 2 | Cimarrones       | Tamaulipas              | 20 de agosto | 20:00 |                                                               |
| U. de G.           | 1 - 3 | Oaxaca           | Jalisco                 | 21 de agosto | 12:00 | Canal 44                                                      |
| Total de goles: 22 |       |                  |                         |              |       |                                                               |

| Atlante            | 2 - 2 | Zacatecas      | Andrés Quintana Roo        | 26 de agosto | 20:00 | Archivo:Univision - Televisa Deportes Network logo - 2012.png |
| Correcaminos UAT   | 0 - 2 | U. de G.       | Marte R. Gómez             | 26 de agosto | 20:00 |                                                               |
| Venados            | 0 - 5 | Celaya         | Carlos Iturralde Rivero    | 26 de agosto | 20:30 |                                                               |
| Cimarrones         | 2 - 3 | Lobos BUAP     | Héroe de Nacozari          | 26 de agosto | 21:36 | Telemax                                                       |
| Zacatepec          | 4 - 2 | Tapachula      | "Coruco" Díaz              | 27 de agosto | 17:00 | Archivo:Univision - Televisa Deportes Network logo - 2012.png |
| Oaxaca             | 4 - 1 | Murciélagos    | Tecnológico de Oaxaca      | 27 de agosto | 19:00 | Archivo:Univision - Televisa Deportes Network logo - 2012.png |
| Loros              | 2 - 2 | Tampico Madero | O. Universitario de Colima | 27 de agosto | 19:00 |                                                               |
| Juárez             | 2 - 0 | Potros UAEM    | Olímpico Benito Juárez     | 27 de agosto | 20:00 |                                                               |
| Dorados            | 1 - 1 | Tepic          | Banorte                    | 27 de agosto | 21:00 |                                                               |
| Total de goles: 35 |       |                |                            |              |       |                                                               |

| Potros UAEM        | 1 - 1 | Cimarrones       | "Chivo" Córdoba       | 2 de septiembre | 19:00 |                                                                |
| Zacatecas          | 4 - 0 | Venados          | Francisco Villa       | 2 de septiembre | 19:30 |                                                                |
| Tepic              | 0 - 1 | Juárez           | Arena Cora            | 2 de septiembre | 21:30 |                                                                |
| Murciélagos        | 2 - 0 | Correcaminos UAT | Centenario LM         | 2 de septiembre | 22:05 | Archivo:Univision - Televisa Deportes Network logo - 2012.png  |
| Lobos BUAP         | 1 - 0 | Loros            | Universitario BUAP    | 3 de septiembre | 17:00 | Archivo:Univision - Televisa Deportes Network logo - 2012.png  |
| Celaya             | 0 - 0 | Dorados          | Miguel Alemán Valdés  | 3 de septiembre | 19:00 |                                                                |
| Tapachula          | 0 - 2 | Atlante          | Olímpico de Tapachula | 3 de septiembre | 19:00 | y CafTV                                                        |
| Tampico Madero     | 2 - 1 | Oaxaca           | Tamaulipas            | 3 de septiembre | 20:00 | Archivo:Univision - Televisa Deportes Network logo - 2012.pngó |
| U. de G.           | 0 - 2 | Zacatepec        | Jalisco               | 4 de septiembre | 12:00 | Canal 44                                                       |
| Total de goles: 17 |       |                  |                       |                 |       |                                                                |

| Atlante            | 2 - 1 | U. de G.       | Andrés Quintana Roo        | 9 de septiembre  | 20:00 | Archivo:Univision - Televisa Deportes Network logo - 2012.png |
| Correcaminos UAT   | 2 - 0 | Tampico Madero | Marte R. Gómez             | 9 de septiembre  | 20:00 |                                                               |
| Venados            | 2 - 0 | Tapachula      | Carlos Iturralde Rivero    | 9 de septiembre  | 20:30 |                                                               |
| Cimarrones         | 1 - 1 | Tepic          | Héroe de Nacozari          | 9 de septiembre  | 21:36 | Telemax                                                       |
| Zacatepec          | 2 - 0 | Murciélagos    | "Coruco" Díaz              | 10 de septiembre | 17:00 | Archivo:Univision - Televisa Deportes Network logo - 2012.png |
| Oaxaca             | 1 - 0 | Lobos BUAP     | Tecnológico de Oaxaca      | 10 de septiembre | 19:00 | Archivo:Univision - Televisa Deportes Network logo - 2012.png |
| Celaya             | 5 - 1 | Zacatecas      | Miguel Alemán Valdés       | 10 de septiembre | 19:00 |                                                               |
| Loros              | 0 - 0 | Potros UAEM    | O. Universitario de Colima | 10 de septiembre | 19:00 |                                                               |
| Dorados            | 3 - 0 | Juárez         | Banorte                    | 10 de septiembre | 21:00 |                                                               |
| Total de goles: 21 |       |                |                            |                  |       |                                                               |

| Potros UAEM        | 1 - 0 | Oaxaca           | "Chivo" Córdoba        | 16 de septiembre | 19:00 |                                                                |
| Zacatecas          | 3 - 0 | Dorados          | Francisco Villa        | 16 de septiembre | 19:30 |                                                                |
| Tepic              | 3 - 1 | Loros            | Arena Cora             | 16 de septiembre | 21:30 |                                                                |
| Murciélagos        | 3 - 1 | Atlante          | Centenario LM          | 16 de septiembre | 22:05 | Archivo:Univision - Televisa Deportes Network logo - 2012.png  |
| Lobos BUAP         | 0 - 1 | Correcaminos UAT | Universitario BUAP     | 17 de septiembre | 17:00 | Archivo:Univision - Televisa Deportes Network logo - 2012.png  |
| Tapachula          | 3 - 2 | Celaya           | Olímpico de Tapachula  | 17 de septiembre | 19:00 | y CafTV                                                        |
| Tampico Madero     | 0 - 1 | Zacatepec        | Tamaulipas             | 17 de septiembre | 20:00 | Archivo:Univision - Televisa Deportes Network logo - 2012.pngó |
| Juárez             | 2 - 1 | Cimarrones       | Olímpico Benito Juárez | 17 de septiembre | 20:00 |                                                                |
| U. de G.           | 1 - 1 | Venados          | Jalisco                | 18 de septiembre | 12:00 | Canal 44                                                       |
| Total de goles: 24 |       |                  |                        |                  |       |                                                                |

| Zacatecas          | 2 - 0 | Tapachula      | Francisco Villa            | 23 de septiembre | 19:30 |                                                               |
| Atlante            | 0 - 0 | Tampico Madero | Andrés Quintana Roo        | 23 de septiembre | 20:00 | Archivo:Univision - Televisa Deportes Network logo - 2012.png |
| Correcaminos UAT   | 1 - 0 | Potros UAEM    | Marte R. Gómez             | 23 de septiembre | 20:00 |                                                               |
| Venados            | 3 -1  | Murciélagos    | Carlos Iturralde Rivero    | 23 de septiembre | 20:30 |                                                               |
| Zacatepec          | 3 - 0 | Lobos BUAP     | "Coruco" Díaz              | 24 de septiembre | 17:00 | Archivo:Univision - Televisa Deportes Network logo - 2012.png |
| Oaxaca             | 1 - 1 | Tepic          | Tecnológico de Oaxaca      | 24 de septiembre | 19:00 | Archivo:Univision - Televisa Deportes Network logo - 2012.png |
| Celaya             | 2 - 1 | U. de G.       | Emilio Butragueño          | 24 de septiembre | 19:00 |                                                               |
| Loros              | 2 - 1 | Juárez         | O. Universitario de Colima | 24 de septiembre | 19:00 |                                                               |
| Dorados            | 1 - 2 | Cimarrones     | Banorte                    | 24 de septiembre | 21:00 |                                                               |
| Total de goles: 21 |       |                |                            |                  |       |                                                               |

| Potros UAEM        | 2 - 2 | Zacatepec        | "Chivo" Córdoba        | 30 de septiembre | 19:00 |                                                                |
| Tepic              | 0 - 0 | Correcaminos UAT | Arena Cora             | 30 de septiembre | 21:30 |                                                                |
| Cimarrones         | 3 - 2 | Loros            | Héroe de Nacozari      | 30 de septiembre | 21:36 | Telemax                                                        |
| Murciélagos        | 0 - 0 | Celaya           | Centenario LM          | 30 de septiembre | 22:05 | Archivo:Univision - Televisa Deportes Network logo - 2012.png  |
| Lobos BUAP         | 1 - 1 | Atlante          | Universitario BUAP     | 1 de octubre     | 17:00 | Archivo:Univision - Televisa Deportes Network logo - 2012.png  |
| Tapachula          | 1 - 0 | Dorados          | Olímpico de Tapachula  | 1 de octubre     | 19:00 | y CafTV                                                        |
| Tampico Madero     | 1 - 2 | Venados          | Tamaulipas             | 1 de octubre     | 20:00 | Archivo:Univision - Televisa Deportes Network logo - 2012.pngó |
| Juárez             | 1 - 0 | Oaxaca           | Olímpico Benito Juárez | 1 de octubre     | 20:00 |                                                                |
| U. de G.           | 0 - 1 | Zacatecas        | Jalisco                | 2 de octubre     | 12:00 | Canal 44                                                       |
| Total de goles: 17 |       |                  |                        |                  |       |                                                                |

| Zacatecas          | 3 - 1 | Murciélagos    | Francisco Villa         | 14 de octubre | 19:30 |                                                               |
| Atlante            | 0 - 1 | Potros UAEM    | Andrés Quintana Roo     | 14 de octubre | 20:00 | Archivo:Univision - Televisa Deportes Network logo - 2012.png |
| Correcaminos UAT   | 0 - 0 | Juárez         | Marte R. Gómez          | 14 de octubre | 20:00 |                                                               |
| Venados            | 5 - 1 | Lobos BUAP     | Carlos Iturralde Rivero | 14 de octubre | 20:30 |                                                               |
| Zacatepec          | 1 - 2 | Tepic          | "Coruco" Díaz           | 15 de octubre | 17:00 | Archivo:Univision - Televisa Deportes Network logo - 2012.png |
| Oaxaca             | 0 - 1 | Cimarrones     | Tecnológico de Oaxaca   | 15 de octubre | 19:00 | Archivo:Univision - Televisa Deportes Network logo - 2012.png |
| Tapachula          | 3 - 3 | U. de G.       | Olímpico de Tapachula   | 15 de octubre | 19:00 | y CafTV                                                       |
| Celaya             | 3 - 0 | Tampico Madero | Emilio Butragueño       | 15 de octubre | 19:00 |                                                               |
| Dorados            | 2 - 0 | Loros          | Banorte                 | 15 de octubre | 21:00 |                                                               |
| Total de goles: 26 |       |                |                         |               |       |                                                               |

| Potros UAEM        | 6 - 1 | Venados          | "Chivo" Córdoba            | 21 de octubre | 19:00 |                                                                |
| Tepic              | 0 - 3 | Atlante          | Arena Cora                 | 21 de octubre | 21:30 |                                                                |
| Cimarrones         | 1 - 0 | Correcaminos UAT | Héroe de Nacozari          | 21 de octubre | 21:36 | Telemax                                                        |
| Murciélagos        | 3 - 2 | Tapachula        | Centenario LM              | 21 de octubre | 22:05 | Archivo:Univision - Televisa Deportes Network logo - 2012.png  |
| Lobos BUAP         | 1 - 2 | Celaya           | Universitario BUAP         | 22 de octubre | 17:00 | Archivo:Univision - Televisa Deportes Network logo - 2012.png  |
| Loros              | 1 - 2 | Oaxaca           | O. Universitario de Colima | 22 de octubre | 19:00 |                                                                |
| Tampico Madero     | 1 - 0 | Zacatecas        | Tamaulipas                 | 22 de octubre | 20:00 | Archivo:Univision - Televisa Deportes Network logo - 2012.pngó |
| Juárez             | 1 - 2 | Zacatepec        | Olímpico Benito Juárez     | 22 de octubre | 20:00 |                                                                |
| U. de G.           | 2 - 3 | Dorados          | Jalisco                    | 23 de octubre | 12:00 | Canal 44                                                       |
| Total de goles: 31 |       |                  |                            |               |       |                                                                |

| Zacatecas          | 1 - 1 | Lobos BUAP     | Francisco Villa         | 28 de octubre | 19:30 |                                                               |
| Atlante            | 2 - 1 | Juárez         | Andrés Quintana Roo     | 28 de octubre | 20:00 | Archivo:Univision - Televisa Deportes Network logo - 2012.png |
| Correcaminos UAT   | 1 - 1 | Loros          | Marte R. Gómez          | 28 de octubre | 20:00 |                                                               |
| Venados            | 2 - 1 | Tepic          | Carlos Iturralde Rivero | 28 de octubre | 20:30 |                                                               |
| Zacatepec          | 1 - 1 | Cimarrones     | "Coruco" Díaz           | 29 de octubre | 17:00 | Archivo:Univision - Televisa Deportes Network logo - 2012.png |
| Tapachula          | 2 - 0 | Tampico Madero | Olímpico de Tapachula   | 29 de octubre | 19:00 | y CafTV                                                       |
| Celaya             | 2 - 1 | Potros UAEM    | Emilio Butragueño       | 29 de octubre | 19:00 |                                                               |
| Dorados            | 1 - 1 | Oaxaca         | Banorte                 | 29 de octubre | 21:00 |                                                               |
| U. de G.           | 2 - 1 | Murciélagos    | Jalisco                 | 30 de octubre | 12:00 | Canal 44                                                      |
| Total de goles: 22 |       |                |                         |               |       |                                                               |

| Potros UAEM        | 2 - 1 | Zacatecas        | "Chivo" Córdoba            | 4 de noviembre | 19:00 |                                                                |
| Cimarrones         | 0 - 1 | Atlante          | Héroe de Nacozari          | 4 de noviembre | 20:36 | Telemax                                                        |
| Tepic              | 2 - 2 | Celaya           | Arena Cora                 | 4 de noviembre | 21:30 |                                                                |
| Lobos BUAP         | 2 - 1 | Tapachula        | Universitario BUAP         | 5 de noviembre | 17:00 | Archivo:Univision - Televisa Deportes Network logo - 2012.png  |
| Oaxaca             | 0 - 0 | Correcaminos UAT | Tecnológico de Oaxaca      | 5 de noviembre | 19:00 | Archivo:Univision - Televisa Deportes Network logo - 2012.png  |
| Juárez             | 4 - 0 | Venados          | Olímpico Benito Juárez     | 5 de noviembre | 19:00 |                                                                |
| Loros              | 1 - 3 | Zacatepec        | O. Universitario de Colima | 5 de noviembre | 19:00 |                                                                |
| Tampico Madero     | 0 - 1 | U. de G.         | Tamaulipas                 | 5 de noviembre | 20:00 | Archivo:Univision - Televisa Deportes Network logo - 2012.pngó |
| Dorados            | 2 - 0 | Murciélagos      | Banorte                    | 5 de noviembre | 21:00 |                                                                |
| Total de goles: 22 |       |                  |                            |                |       |                                                                |

| Zacatecas          | 2 - 1 | Tepic          | Francisco Villa         | 11 de noviembre | 19:30 |                                                               |
| Atlante            | 5 - 0 | Loros          | Andrés Quintana Roo     | 11 de noviembre | 20:00 | Archivo:Univision - Televisa Deportes Network logo - 2012.png |
| Correcaminos UAT   | 0 - 1 | Dorados        | Marte R. Gómez          | 11 de noviembre | 20:00 |                                                               |
| Venados            | 1 - 1 | Cimarrones     | Carlos Iturralde Rivero | 11 de noviembre | 20:30 |                                                               |
| Murciélagos        | 2 - 0 | Tampico Madero | Centenario LM           | 11 de noviembre | 22:05 | Archivo:Univision - Televisa Deportes Network logo - 2012.png |
| Zacatepec          | 1 - 1 | Oaxaca         | "Coruco" Díaz           | 12 de noviembre | 17:00 | Archivo:Univision - Televisa Deportes Network logo - 2012.png |
| Tapachula          | 1 - 1 | Potros UAEM    | Olímpico de Tapachula   | 12 de noviembre | 19:00 | y CafTV                                                       |
| Celaya             | 2 - 0 | Juárez         | Emilio Butragueño       | 12 de noviembre | 19:00 |                                                               |
| U. de G.           | 1 - 1 | Lobos BUAP     | Jalisco                 | 13 de noviembre | 12:00 | Canal 44                                                      |
| Total de goles: 21 |       |                |                         |                 |       |                                                               |

## Tabla general
| Pos. | Equipo                   | Pts. | PJ | G  | E | P  | GF | GC | Dif. | Clasificación                   |
| ---- | ------------------------ | ---- | -- | -- | - | -- | -- | -- | ---- | ------------------------------- |
| 1    | Celaya                   | 35   | 17 | 10 | 5 | 2  | 36 | 13 | +23  | Cuartos de final de la liguilla |
| 2    | Zacatecas                | 33   | 17 | 10 | 3 | 4  | 34 | 20 | +14  | Cuartos de final de la liguilla |
| 3    | Zacatepec                | 30   | 17 | 8  | 6 | 3  | 27 | 19 | +8   | Cuartos de final de la liguilla |
| 4    | Potros UAEM              | 29   | 17 | 8  | 5 | 4  | 24 | 18 | +6   | Cuartos de final de la liguilla |
| 5    | Dorados (C)              | 27   | 17 | 7  | 6 | 4  | 28 | 16 | +12  | Cuartos de final de la liguilla |
| 6    | Atlante                  | 27   | 17 | 7  | 6 | 4  | 26 | 17 | +9   | Cuartos de final de la liguilla |
| 7    | Cimarrones               | 27   | 17 | 7  | 6 | 4  | 22 | 21 | +1   | Cuartos de final de la liguilla |
| 8    | Oaxaca                   | 26   | 17 | 7  | 5 | 5  | 20 | 14 | +6   | Cuartos de final de la liguilla |
| 9    | Coras                    | 22   | 17 | 5  | 7 | 5  | 22 | 20 | +2   |                                 |
| 10   | Juárez                   | 22   | 17 | 6  | 4 | 7  | 18 | 17 | +1   |                                 |
| 11   | Correcaminos UAT         | 20   | 17 | 5  | 5 | 7  | 12 | 16 | −4   |                                 |
| 12   | Venados                  | 20   | 17 | 5  | 5 | 7  | 20 | 34 | −14  |                                 |
| 13   | Murciélagos              | 19   | 17 | 5  | 4 | 8  | 18 | 24 | −6   |                                 |
| 14   | Leones Negros            | 18   | 17 | 4  | 6 | 7  | 23 | 26 | −3   |                                 |
| 15   | Lobos BUAP               | 18   | 17 | 4  | 6 | 7  | 15 | 26 | −11  |                                 |
| 16   | Cafetaleros de Tapachula | 16   | 17 | 4  | 4 | 9  | 21 | 32 | −11  |                                 |
| 17   | Loros de Colima          | 14   | 17 | 3  | 5 | 9  | 20 | 34 | −14  |                                 |
| 18   | Tampico Madero           | 10   | 17 | 2  | 4 | 11 | 8  | 27 | −19  |                                 |

 Fuente: [cita requerida]

### Evolución de la clasificación
Fecha de actualización: 30 de octubre de 2016
| Equipo / Jornada | 01 | 02 | 03 | 04 | 05 | 06 | 07 | 08 | 09 | 10 | 11 | 12 | 13 | 14 | 15 | 16 | 17 |
| ---------------- | -- | -- | -- | -- | -- | -- | -- | -- | -- | -- | -- | -- | -- | -- | -- | -- | -- |
| Celaya           | 15 | 6  | 8  | 4  | 2  | 4  | 2  | 3  | 2  | 3  | 2  | 2  | 2  | 2  | 1  | 1  | 1  |
| Zacatecas        | 7  | 2  | 2  | 1  | 3  | 1  | 3  | 1  | 3  | 1  | 1  | 1  | 1  | 1  | 2  | 2  | 2  |
| Zacatepec        | 11 | 11 | 6  | 8  | 12 | 14 | 11 | 7  | 4  | 4  | 3  | 3  | 3  | 3  | 3  | 3  | 3  |
| Potros UAEM      | 14 | 8  | 5  | 7  | 5  | 3  | 4  | 4  | 5  | 5  | 5  | 6  | 5  | 4  | 5  | 4  | 4  |
| Dorados          | 1  | 4  | 1  | 2  | 6  | 7  | 7  | 10 | 6  | 8  | 10 | 11 | 10 | 8  | 7  | 7  | 5  |
| Atlante          | 12 | 7  | 12 | 11 | 13 | 12 | 13 | 11 | 8  | 9  | 11 | 10 | 12 | 10 | 9  | 8  | 6  |
| Cimarrones       | 4  | 10 | 11 | 10 | 8  | 6  | 6  | 8  | 9  | 10 | 7  | 5  | 4  | 5  | 4  | 5  | 7  |
| Oaxaca           | 6  | 3  | 4  | 5  | 4  | 2  | 1  | 2  | 1  | 2  | 4  | 4  | 7  | 6  | 6  | 6  | 8  |
| Tepic            | 2  | 1  | 3  | 3  | 1  | 5  | 5  | 5  | 7  | 6  | 6  | 7  | 6  | 7  | 8  | 9  | 9  |
| FC Juárez        | 1  | 1  | 1  | 1  | 1  | 1  | 18 | 6  | 10 | 7  | 9  | 8  | 1  | 1  | 15 | 18 | 1  |
| Correcaminos UAT | 8  | 13 | 9  | 12 | 9  | 9  | 14 | 15 | 13 | 11 | 8  | 9  | 9  | 11 | 11 | 11 | 11 |
| Venados          | 16 | 18 | 18 | 18 | 17 | 17 | 18 | 18 | 17 | 17 | 16 | 15 | 11 | 13 | 12 | 12 | 12 |
| Murciélagos      | 10 | 15 | 14 | 14 | 14 | 13 | 15 | 14 | 15 | 12 | 13 | 13 | 14 | 12 | 13 | 15 | 13 |
| Leones Negros    | 3  | 5  | 7  | 9  | 11 | 11 | 9  | 12 | 14 | 14 | 15 | 17 | 17 | 17 | 15 | 13 | 14 |
| Lobos BUAP       | 9  | 12 | 16 | 15 | 15 | 15 | 12 | 9  | 11 | 13 | 14 | 14 | 15 | 15 | 17 | 14 | 15 |
| Tapachula        | 18 | 16 | 15 | 16 | 16 | 16 | 16 | 17 | 18 | 16 | 17 | 16 | 16 | 16 | 14 | 16 | 16 |
| Loros            | 5  | 9  | 10 | 6  | 7  | 8  | 10 | 13 | 12 | 15 | 12 | 12 | 13 | 14 | 16 | 17 | 17 |
| Tampico Madero   | 17 | 17 | 17 | 17 | 18 | 18 | 17 | 16 | 16 | 18 | 18 | 18 | 18 | 18 | 18 | 18 | 18 |

## Tabla de Cocientes
Fecha de actualización: 31 de octubre de 2016
| Posición | Equipo         | A14 | C15 | A15 | C16 | A16 | C17 | Puntos | Juegos | Dif | Cociente |
| -------- | -------------- | --- | --- | --- | --- | --- | --- | ------ | ------ | --- | -------- |
| 1        | Potros UAEM    | -   | -   | -   | -   | 29  |     | 29     | 17     | 6   | 1.7059   |
| 2        | Mineros        | 25  | 18  | 24  | 22  | 33  |     | 122    | 73     | 14  | 1.6712   |
| 3        | Dorados        | -   | -   | -   | -   | 27  |     | 27     | 17     | 12  | 1.5882   |
| 4        | FC Juárez      | -   | -   | 29  | 20  | 22  |     | 71     | 47     | 1   | 1.5106   |
| 5        | Atlante        | 21  | 13  | 23  | 25  | 27  |     | 109    | 73     | 9   | 1.4932   |
| 6        | Alebrijes      | 15  | 20  | 25  | 21  | 26  |     | 107    | 73     | 6   | 1.4658   |
| 7        | Lobos BUAP     | 20  | 22  | 29  | 18  | 18  |     | 107    | 73     | -11 | 1.4658   |
| 8        | Coras          | 27  | 18  | 20  | 19  | 22  |     | 106    | 73     | 2   | 1.4521   |
| 9        | U. de G.       | -   | -   | 21  | 29  | 18  |     | 68     | 47     | -3  | 1.4468   |
| 10       | Cafetaleros    | 21  | 14  | 22  | 27  | 16  |     | 100    | 73     | -11 | 1.3699   |
| 11       | Correcaminos   | 24  | 20  | 13  | 22  | 20  |     | 99     | 73     | -4  | 1.3562   |
| 12       | Celaya         | 6   | 10  | 20  | 26  | 35  |     | 97     | 73     | 23  | 1.4455   |
| 13       | Murciélagos    | 12  | 16  | 24  | 16  | 19  |     | 87     | 73     | -6  | 1.1918   |
| 14       | Zacatepec      | 18  | 12  | 13  | 13  | 30  |     | 86     | 73     | 8   | 1.1781   |
| 15       | Venados        | 9   | 22  | 15  | 20  | 20  |     | 86     | 73     | -14 | 1.1781   |
| 16       | Cimarrones     | -   | -   | 8   | 10  | 27  |     | 45     | 47     | 1   | 0.9574   |
| 17       | Loros          | -   | -   | -   | -   | 14  |     | 14     | 17     | -14 | 0.8235   |
| 18       | Tampico Madero | -   | -   | -   | -   | 10  |     | 10     | 17     | -19 | 0.5882   |

     Desciende a la Liga Premier.

## Liguilla
|  | Cuartos de final                                                         | Cuartos de final                                                         | Cuartos de final                                                         | Cuartos de final                                                         | Cuartos de final                                                         |   |   | Semifinales                                                    | Semifinales                                                    | Semifinales                                                    | Semifinales                                                    | Semifinales                                                    |  |   | Final                                                         | Final                                                         | Final                                                         | Final                                                         | Final                                                         |  |
|  | 16 y 17 de noviembre de 2016 (ida) 19 y 20 de noviembre de 2016 (vuelta) | 16 y 17 de noviembre de 2016 (ida) 19 y 20 de noviembre de 2016 (vuelta) | 16 y 17 de noviembre de 2016 (ida) 19 y 20 de noviembre de 2016 (vuelta) | 16 y 17 de noviembre de 2016 (ida) 19 y 20 de noviembre de 2016 (vuelta) | 16 y 17 de noviembre de 2016 (ida) 19 y 20 de noviembre de 2016 (vuelta) |   |   | 23 de noviembre de 2016 (ida) 26 de noviembre de 2016 (vuelta) | 23 de noviembre de 2016 (ida) 26 de noviembre de 2016 (vuelta) | 23 de noviembre de 2016 (ida) 26 de noviembre de 2016 (vuelta) | 23 de noviembre de 2016 (ida) 26 de noviembre de 2016 (vuelta) | 23 de noviembre de 2016 (ida) 26 de noviembre de 2016 (vuelta) |  |   | 30 de noviembre de 2016 (ida) 3 de diciembre de 2017 (vuelta) | 30 de noviembre de 2016 (ida) 3 de diciembre de 2017 (vuelta) | 30 de noviembre de 2016 (ida) 3 de diciembre de 2017 (vuelta) | 30 de noviembre de 2016 (ida) 3 de diciembre de 2017 (vuelta) | 30 de noviembre de 2016 (ida) 3 de diciembre de 2017 (vuelta) |  |
|  |                                                                          |                                                                          |                                                                          |                                                                          |                                                                          |   |   |                                                                |                                                                |                                                                |                                                                |                                                                |  |   |                                                               |                                                               |                                                               |                                                               |                                                               |  |
|  |                                                                          |                                                                          |                                                                          |                                                                          |                                                                          |   |   |                                                                |                                                                |                                                                |                                                                |                                                                |  |   |                                                               |                                                               |                                                               |                                                               |                                                               |  |
|  | 2                                                                        | Mineros de Zacatecas (v.)                                                | 3                                                                        | 1                                                                        | 4                                                                        |   |   |                                                                |                                                                |                                                                |                                                                |                                                                |  |   |                                                               |                                                               |                                                               |                                                               |                                                               |  |
|  | 2                                                                        | Mineros de Zacatecas (v.)                                                | 3                                                                        | 1                                                                        | 4                                                                        |   |   |                                                                |                                                                |                                                                |                                                                |                                                                |  |   |                                                               |                                                               |                                                               |                                                               |                                                               |  |
|  | 7                                                                        | Cimarrones                                                               | 2                                                                        | 2                                                                        | 4                                                                        |   |   |                                                                |                                                                |                                                                |                                                                |                                                                |  |   |                                                               |                                                               |                                                               |                                                               |                                                               |  |
|  | 7                                                                        | Cimarrones                                                               | 2                                                                        | 2                                                                        | 4                                                                        |   | 2 | Mineros de Zacatecas                                           | 0                                                              | 4                                                              | 4                                                              |                                                                |  |   |                                                               |                                                               |                                                               |                                                               |                                                               |  |
|  |                                                                          |                                                                          |                                                                          |                                                                          |                                                                          |   | 2 | Mineros de Zacatecas                                           | 0                                                              | 4                                                              | 4                                                              |                                                                |  |   |                                                               |                                                               |                                                               |                                                               |                                                               |  |
|  |                                                                          |                                                                          | 5                                                                        | Dorados (v.)                                                             | 3                                                                        | 1 | 4 |                                                                |                                                                |                                                                |                                                                |                                                                |  |   |                                                               |                                                               |                                                               |                                                               |                                                               |  |
|  | 4                                                                        | Potros UAEM                                                              | 5                                                                        | Dorados (v.)                                                             | 3                                                                        | 1 | 4 | 1                                                              | 3                                                              | 4                                                              |                                                                |                                                                |  |   |                                                               |                                                               |                                                               |                                                               |                                                               |  |
|  | 4                                                                        | Potros UAEM                                                              |                                                                          |                                                                          |                                                                          |   |   |                                                                |                                                                | 4                                                              |                                                                |                                                                |  |   |                                                               |                                                               |                                                               |                                                               |                                                               |  |
|  | 5                                                                        | Dorados (v.)                                                             | 1                                                                        | 3                                                                        | 3                                                                        |   |   |                                                                |                                                                |                                                                |                                                                |                                                                |  |   |                                                               |                                                               |                                                               |                                                               |                                                               |  |
|  | 5                                                                        | Dorados (v.)                                                             | 1                                                                        | 3                                                                        | 3                                                                        |   |   |                                                                |                                                                |                                                                |                                                                |                                                                |  | 5 | Dorados                                                       | 3                                                             | 1                                                             | 4                                                             |                                                               |  |
|  |                                                                          |                                                                          |                                                                          |                                                                          |                                                                          |   |   |                                                                |                                                                |                                                                |                                                                |                                                                |  | 5 | Dorados                                                       | 3                                                             | 1                                                             | 4                                                             |                                                               |  |
|  |                                                                          |                                                                          | 6                                                                        | Atlante                                                                  | 2                                                                        | 0 | 2 |                                                                |                                                                |                                                                |                                                                |                                                                |  |   |                                                               |                                                               |                                                               |                                                               |                                                               |  |
|  | 1                                                                        | Celaya                                                                   | 6                                                                        | Atlante                                                                  | 2                                                                        | 0 | 2 | 1                                                              | 3                                                              | 4                                                              |                                                                |                                                                |  |   |                                                               |                                                               |                                                               |                                                               |                                                               |  |
|  | 1                                                                        | Celaya                                                                   |                                                                          |                                                                          |                                                                          |   |   |                                                                |                                                                | 4                                                              |                                                                |                                                                |  |   |                                                               |                                                               |                                                               |                                                               |                                                               |  |
|  | 8                                                                        | Oaxaca                                                                   | 2                                                                        | 0                                                                        | 2                                                                        |   |   |                                                                |                                                                |                                                                |                                                                |                                                                |  |   |                                                               |                                                               |                                                               |                                                               |                                                               |  |
|  | 8                                                                        | Oaxaca                                                                   | 2                                                                        | 0                                                                        | 2                                                                        |   | 1 | Celaya                                                         | 0                                                              | 0                                                              | 0                                                              |                                                                |  |   |                                                               |                                                               |                                                               |                                                               |                                                               |  |
|  |                                                                          |                                                                          |                                                                          |                                                                          |                                                                          |   | 1 | Celaya                                                         | 0                                                              | 0                                                              | 0                                                              |                                                                |  |   |                                                               |                                                               |                                                               |                                                               |                                                               |  |
|  |                                                                          |                                                                          | 6                                                                        | Atlante                                                                  | 1                                                                        | 0 | 1 |                                                                |                                                                |                                                                |                                                                |                                                                |  |   |                                                               |                                                               |                                                               |                                                               |                                                               |  |
|  | 3                                                                        | Zacatepec                                                                | 6                                                                        | Atlante                                                                  | 1                                                                        | 0 | 1 | 0                                                              | 1                                                              | 1                                                              |                                                                |                                                                |  |   |                                                               |                                                               |                                                               |                                                               |                                                               |  |
|  | 3                                                                        | Zacatepec                                                                |                                                                          |                                                                          |                                                                          |   |   |                                                                |                                                                | 1                                                              |                                                                |                                                                |  |   |                                                               |                                                               |                                                               |                                                               |                                                               |  |
|  | 6                                                                        | Atlante                                                                  | 1                                                                        | 1                                                                        | 2                                                                        |   |   |                                                                |                                                                |                                                                |                                                                |                                                                |  |   |                                                               |                                                               |                                                               |                                                               |                                                               |  |
|  | 6                                                                        | Atlante                                                                  | 1                                                                        | 1                                                                        | 2                                                                        |   |   |                                                                |                                                                |                                                                |                                                                |                                                                |  |   |                                                               |                                                               |                                                               |                                                               |                                                               |  |
|  |                                                                          |                                                                          |                                                                          |                                                                          |                                                                          |   |   |                                                                |                                                                |                                                                |                                                                |                                                                |  |   |                                                               |                                                               |                                                               |                                                               |                                                               |  |

- Dorados, campeón de este torneo, se enfrentó a Lobos BUAP, campeón del Clausura 2017, en la Final de Ascenso 2016-17.

### Cuartos de final

#### Celaya - Alebrijes
| 16 de noviembre de 2016, 19:30 (UTC-6) Archivo:Univision - Televisa Deportes Network logo - 2012.png | Oaxaca                            | 2:1 (0:1) | Celaya      | Estadio Tecnológico, Oaxaca                            |                                                        |
| | Martínez 49' · Álvarez 69' (pen.) | Reporte   | Riestra 33' | Asistencia: 7 750 espectadores Árbitro(s): Arturo Cruz | Asistencia: 7 750 espectadores Árbitro(s): Arturo Cruz |

| 19 de noviembre de 2016, 19:00 (UTC-6)         | Celaya                                 | 3:0 (2:0) | Oaxaca | Estadio Emilio Butragueño, Celaya                          |                                                            |
|                                                | Alvarado 24' · Reyna 36' · Murguía 77' | Reporte   |        | Asistencia: 11 600 espectadores Árbitro(s): Adalid Maganda | Asistencia: 11 600 espectadores Árbitro(s): Adalid Maganda |
| Con global de 4:2, Celaya avanza a semifinales |                                        |           |        |                                                            |                                                            |

#### Mineros - Cimarrones
| 17 de noviembre de 2016, 20:30 (UTC-7) - Telemax | Cimarrones             | 2:3 (1:1) | Zacatecas                   | Estadio Héroe de Nacozari, Hermosillo                |                                                      |
|                                                  | Villa 27' · Loroña 84' | Reporte   | Nurse 18' 73' · Cardozo 69' | Asistencia: 9 100 espectadores Árbitro(s): Aldo Cano | Asistencia: 9 100 espectadores Árbitro(s): Aldo Cano |

| 20 de noviembre de 2016, 20:00 (UTC-6)                                             | Zacatecas  | 1:2 (1:0) | Cimarrones             | Estadio Francisco Villa, Zacatecas                      |                                                         |
|                                                                                    | Maya 45+3' | Reporte   | Loroña 60' · Villa 77' | Asistencia: 8 124 espectadores Árbitro(s): Uriel Olvera | Asistencia: 8 124 espectadores Árbitro(s): Uriel Olvera |
| Por gol de visitante, Mineros de Zacatecas avanza a semifinales pese a empatar 4:4 |            |           |                        |                                                         |                                                         |

#### Zacatepec - Atlante
| 17 de noviembre de 2016, 20:30 (UTC-5) Archivo:Univision - Televisa Deportes Network logo - 2012.png | Atlante     | 1:0 (1:0) | Zacatepec | Estadio Olímpico Andrés Quintana Roo, Cancún              |                                                           |
| | Uscanga 31' | Reporte   |           | Asistencia: 6 250 espectadores Árbitro(s): Alejandro Funk | Asistencia: 6 250 espectadores Árbitro(s): Alejandro Funk |

| 20 de noviembre de 2016, 18:00 (UTC-6)          | Zacatepec  | 1:1 (0:0) | Atlante               | Estadio Agustín Coruco Díaz, Zacatepec                  |                                                         |
|                                                 | Romero 81' | Reporte   | Miramontes 60' (a.g.) | Asistencia: 22 146 espectadores Árbitro(s): Oscar Mejia | Asistencia: 22 146 espectadores Árbitro(s): Oscar Mejia |
| Con global de 2:1, Atlante avanza a semifinales |            |           |                       |                                                         |                                                         |

#### Potros UAEM - Dorados
| 16 de noviembre de 2016, 20:30 (UTC-7) | Dorados    | 1:1 (0:0) | UAEM         | Estadio Banorte, Culiacán                                   |                                                             |
|                                        | Angulo 49' | Reporte   | González 83' | Asistencia: 10 333 espectadores Árbitro(s): Jesús Bisguerra | Asistencia: 10 333 espectadores Árbitro(s): Jesús Bisguerra |

| 19 de noviembre de 2016, 16:00 (UTC-6)                                                           | UAEM                          | 3:3 (2:0) | Dorados                              | Estadio Universitario Alberto "Chivo" Córdoba, Toluca         |                                                               |
|                                                                                                  | Hipólito 9' 90+1' · López 26' | Reporte   | Hachen 59' · Angulo 64' · Torres 72' | Asistencia: 6 932 espectadores Árbitro(s): Jonathan Hernández | Asistencia: 6 932 espectadores Árbitro(s): Jonathan Hernández |
| Por regla de gol de visitante, Dorados avanza a las semifinales, pese a empatar 4:4 en el global |                               |           |                                      |                                                               |                                                               |

### Semifinales

#### Celaya - Atlante
| 23 de noviembre de 2016, 20:30 (UTC-5) Archivo:Univision - Televisa Deportes Network logo - 2012.png | Atlante     | 1:0 (0:0) | Celaya | Estadio Olímpico Andres Quintana Roo, Cancún            |                                                         |
| | Uscanga 83' | Reporte   |        | Asistencia: 9 010 espectadores Árbitro(s): Uriel Olvera | Asistencia: 9 010 espectadores Árbitro(s): Uriel Olvera |

| 26 de noviembre de 2016, 19:00 (UTC-6)       | Celaya | 0:0 (0:0) | Atlante | Estadio Emilio Butragueño, Celaya                       |                                                         |
|                                              |        | Reporte   |         | Asistencia: 19 763 espectadores Árbitro(s): Oscar Mejia | Asistencia: 19 763 espectadores Árbitro(s): Oscar Mejia |
| Con global de 1:0, Atlante avanza a la final |        |           |         |                                                         |                                                         |

#### Zacatecas - Dorados
| 23 de noviembre de 2016, 20:30 (UTC-7) | Dorados                     | 3:0 (2:0) | Zacatecas | Estadio Banorte, Culiacán                                  |                                                            |
|                                        | Angulo 27' 45' · Torres 90' | Reporte   |           | Asistencia: 12 333 espectadores Árbitro(s): Adalid Maganda | Asistencia: 12 333 espectadores Árbitro(s): Adalid Maganda |

| 26 de noviembre de 2016, 17:00 (UTC-6)                                                    | Zacatecas                                            | 4:1 (0:1) | Dorados    | Estadio Francisco Villa, Zacatecas                            |                                                               |
|                                                                                           | Laínez 55' · Olvera 58' · Madrigal 67' · Ramírez 85' | Reporte   | Torres 18' | Asistencia: 7 164 espectadores Árbitro(s): Jonathan Hernández | Asistencia: 7 164 espectadores Árbitro(s): Jonathan Hernández |
| Por regla de gol de visitante, Dorados avanza a la final, pese a empatar 4:4 en el global |                                                      |           |            |                                                               |                                                               |

### Final

#### Dorados - Atlante
| 30 de noviembre de 2016, 20:30 (UTC-5) Archivo:Univision - Televisa Deportes Network logo - 2012.png | Atlante        | 2:3 (0:1) | Dorados                      | Estadio Olímpico Andres Quintana Roo, Cancún             |                                                          |
| | Garcés 84' 89' | Reporte   | Torres 20' 69' · Mendoza 86' | Asistencia: 14 938 espectadores Árbitro(s): Uriel Olvera | Asistencia: 14 938 espectadores Árbitro(s): Uriel Olvera |

| 3 de diciembre de 2016, 20:00 (UTC-7)                          | Dorados              | 1:0 (0:0) | Atlante | Estadio Banorte, Culiacán                               |                                                         |
|                                                                | Marroquín 67' (a.g.) | Reporte   |         | Asistencia: 19 333 espectadores Árbitro(s): Oscar Mejia | Asistencia: 19 333 espectadores Árbitro(s): Oscar Mejia |
| Con global de 4:2, Dorados es Campeón del Torneo Apertura 2016 |                      |           |         |                                                         |                                                         |

#### Final - Ida
| 21    | POR   | Gerardo Ruiz           |     |
| 34    | DEF   | Irving Zurita          |     |
| 15    | DEF   | Ernesto Reyes          | 62' |
| 14    | DEF   | Carlos Calvo Beristain |     |
| 6     | DEF   | Alfonso Luna           |     |
| 16    | MED   | Manuel Marroquín       |     |
| 22    | MED   | Fernando Herrera       |     |
| 27    | MED   | Paúl Uscanga           |     |
| 20    | MED   | Oscar Uscanga          |     |
| 9     | DEL   | Enzo Prono             |     |
| 8     | DEL   | Carlos Cauich          | 52' |
| D. T. | D. T. | Eduardo Fentanes       |     |

| 51    | POR   | Gaspar Servio     |     |
| 67    | DEF   | Juan Meza         |     |
| 57    | DEF   | Carlos Pinto      |     |
| 50    | DEF   | Oliver Ortiz      |     |
| 55    | DEF   | Elio Castro       |     |
| 58    | DEF   | Alan Mendoza      |     |
| 70    | MED   | Joe Corona        | 75' |
| 47    | MED   | Marco Argüelles   |     |
| 56    | DEL   | Pablo Torres      | 92' |
| 59    | DEL   | Gabriel Hachen    | 89' |
| 75    | DEL   | Vinicio Angulo    |     |
| D. T. | D. T. | Gabriel Caballero |     |

| 11 | Delantero      | Carlos Garcés Acosta | 52' |
| 26 | Centrocampista | José Caraballo       | 62' |

| 71 | Centrocampista | Mathías Cardacio     | 75' |
| 68 | Centrocampista | Fernando Arce Juárez | 89' |
| 63 | Defensa        | Luis Trujillo        | 92' |

| 84' · 89' | Carlos Garcés Acosta | 1:2 2:3 |

| 21' · 70' · 86' | Pablo Torres Alan Mendoza | 0:1 0:2 1:3 |

| 58' · 74' · 78' | Paúl Uscanga Carlos Calvo Beristain Fernando Herrera |

| 54' · 55' · 60' | Elio Castro Vinicio Angulo Gabriel Hachen |

| Principal  | Uriel Olvera              |
| Asistentes | Eduardo Acosta            |
|            | Edgar Magdaleno Castrejón |
| Cuarto     | Arturo Cruz Hurtado       |

|                    |   |   |
| Tiros              | - | - |
| Tiros a puerta     | - | - |
| Faltas             | - | - |
| Saques de esquina  | - | - |
| Penaltis           | - | - |
| Fueras de juego    | - | - |
| Posesión del balón | % | % |

| Alineación inicial |

| 21    | POR   | Gerardo Ruiz           |     |
| 34    | DEF   | Irving Zurita          |     |
| 15    | DEF   | Ernesto Reyes          | 62' |
| 14    | DEF   | Carlos Calvo Beristain |     |
| 6     | DEF   | Alfonso Luna           |     |
| 16    | MED   | Manuel Marroquín       |     |
| 22    | MED   | Fernando Herrera       |     |
| 27    | MED   | Paúl Uscanga           |     |
| 20    | MED   | Oscar Uscanga          |     |
| 9     | DEL   | Enzo Prono             |     |
| 8     | DEL   | Carlos Cauich          | 52' |
| D. T. | D. T. | Eduardo Fentanes       |     |

| 51    | POR   | Gaspar Servio     |     |
| 67    | DEF   | Juan Meza         |     |
| 57    | DEF   | Carlos Pinto      |     |
| 50    | DEF   | Oliver Ortiz      |     |
| 55    | DEF   | Elio Castro       |     |
| 58    | DEF   | Alan Mendoza      |     |
| 70    | MED   | Joe Corona        | 75' |
| 47    | MED   | Marco Argüelles   |     |
| 56    | DEL   | Pablo Torres      | 92' |
| 59    | DEL   | Gabriel Hachen    | 89' |
| 75    | DEL   | Vinicio Angulo    |     |
| D. T. | D. T. | Gabriel Caballero |     |

| 11 | Delantero      | Carlos Garcés Acosta | 52' |
| 26 | Centrocampista | José Caraballo       | 62' |

| 71 | Centrocampista | Mathías Cardacio     | 75' |
| 68 | Centrocampista | Fernando Arce Juárez | 89' |
| 63 | Defensa        | Luis Trujillo        | 92' |

| 84' · 89' | Carlos Garcés Acosta | 1:2 2:3 |

| 21' · 70' · 86' | Pablo Torres Alan Mendoza | 0:1 0:2 1:3 |

| 58' · 74' · 78' | Paúl Uscanga Carlos Calvo Beristain Fernando Herrera |

| 54' · 55' · 60' | Elio Castro Vinicio Angulo Gabriel Hachen |

| Principal  | Uriel Olvera              |
| Asistentes | Eduardo Acosta            |
|            | Edgar Magdaleno Castrejón |
| Cuarto     | Arturo Cruz Hurtado       |

|                    |   |   |
| Tiros              | - | - |
| Tiros a puerta     | - | - |
| Faltas             | - | - |
| Saques de esquina  | - | - |
| Penaltis           | - | - |
| Fueras de juego    | - | - |
| Posesión del balón | % | % |

| Alineación inicial |

| 21    | POR   | Gerardo Ruiz           |     |
| 34    | DEF   | Irving Zurita          |     |
| 15    | DEF   | Ernesto Reyes          | 62' |
| 14    | DEF   | Carlos Calvo Beristain |     |
| 6     | DEF   | Alfonso Luna           |     |
| 16    | MED   | Manuel Marroquín       |     |
| 22    | MED   | Fernando Herrera       |     |
| 27    | MED   | Paúl Uscanga           |     |
| 20    | MED   | Oscar Uscanga          |     |
| 9     | DEL   | Enzo Prono             |     |
| 8     | DEL   | Carlos Cauich          | 52' |
| D. T. | D. T. | Eduardo Fentanes       |     |

| 51    | POR   | Gaspar Servio     |     |
| 67    | DEF   | Juan Meza         |     |
| 57    | DEF   | Carlos Pinto      |     |
| 50    | DEF   | Oliver Ortiz      |     |
| 55    | DEF   | Elio Castro       |     |
| 58    | DEF   | Alan Mendoza      |     |
| 70    | MED   | Joe Corona        | 75' |
| 47    | MED   | Marco Argüelles   |     |
| 56    | DEL   | Pablo Torres      | 92' |
| 59    | DEL   | Gabriel Hachen    | 89' |
| 75    | DEL   | Vinicio Angulo    |     |
| D. T. | D. T. | Gabriel Caballero |     |

| 11 | Delantero      | Carlos Garcés Acosta | 52' |
| 26 | Centrocampista | José Caraballo       | 62' |

| 71 | Centrocampista | Mathías Cardacio     | 75' |
| 68 | Centrocampista | Fernando Arce Juárez | 89' |
| 63 | Defensa        | Luis Trujillo        | 92' |

| 84' · 89' | Carlos Garcés Acosta | 1:2 2:3 |

| 21' · 70' · 86' | Pablo Torres Alan Mendoza | 0:1 0:2 1:3 |

| 58' · 74' · 78' | Paúl Uscanga Carlos Calvo Beristain Fernando Herrera |

| 54' · 55' · 60' | Elio Castro Vinicio Angulo Gabriel Hachen |

| Principal  | Uriel Olvera              |
| Asistentes | Eduardo Acosta            |
|            | Edgar Magdaleno Castrejón |
| Cuarto     | Arturo Cruz Hurtado       |

|                    |   |   |
| Tiros              | - | - |
| Tiros a puerta     | - | - |
| Faltas             | - | - |
| Saques de esquina  | - | - |
| Penaltis           | - | - |
| Fueras de juego    | - | - |
| Posesión del balón | % | % |

| Alineación inicial |

| 21    | POR   | Gerardo Ruiz           |     |
| 34    | DEF   | Irving Zurita          |     |
| 15    | DEF   | Ernesto Reyes          | 62' |
| 14    | DEF   | Carlos Calvo Beristain |     |
| 6     | DEF   | Alfonso Luna           |     |
| 16    | MED   | Manuel Marroquín       |     |
| 22    | MED   | Fernando Herrera       |     |
| 27    | MED   | Paúl Uscanga           |     |
| 20    | MED   | Oscar Uscanga          |     |
| 9     | DEL   | Enzo Prono             |     |
| 8     | DEL   | Carlos Cauich          | 52' |
| D. T. | D. T. | Eduardo Fentanes       |     |

| 51    | POR   | Gaspar Servio     |     |
| 67    | DEF   | Juan Meza         |     |
| 57    | DEF   | Carlos Pinto      |     |
| 50    | DEF   | Oliver Ortiz      |     |
| 55    | DEF   | Elio Castro       |     |
| 58    | DEF   | Alan Mendoza      |     |
| 70    | MED   | Joe Corona        | 75' |
| 47    | MED   | Marco Argüelles   |     |
| 56    | DEL   | Pablo Torres      | 92' |
| 59    | DEL   | Gabriel Hachen    | 89' |
| 75    | DEL   | Vinicio Angulo    |     |
| D. T. | D. T. | Gabriel Caballero |     |

| 11 | Delantero      | Carlos Garcés Acosta | 52' |
| 26 | Centrocampista | José Caraballo       | 62' |

| 71 | Centrocampista | Mathías Cardacio     | 75' |
| 68 | Centrocampista | Fernando Arce Juárez | 89' |
| 63 | Defensa        | Luis Trujillo        | 92' |

| 84' · 89' | Carlos Garcés Acosta | 1:2 2:3 |

| 21' · 70' · 86' | Pablo Torres Alan Mendoza | 0:1 0:2 1:3 |

| 58' · 74' · 78' | Paúl Uscanga Carlos Calvo Beristain Fernando Herrera |

| 54' · 55' · 60' | Elio Castro Vinicio Angulo Gabriel Hachen |

| Principal  | Uriel Olvera              |
| Asistentes | Eduardo Acosta            |
|            | Edgar Magdaleno Castrejón |
| Cuarto     | Arturo Cruz Hurtado       |

|                    |   |   |
| Tiros              | - | - |
| Tiros a puerta     | - | - |
| Faltas             | - | - |
| Saques de esquina  | - | - |
| Penaltis           | - | - |
| Fueras de juego    | - | - |
| Posesión del balón | % | % |

| Alineación inicial |

#### Final - Vuelta
| 51    | POR   | Gaspar Servio     |     |
| 67    | DEF   | Juan Meza         |     |
| 55    | DEF   | Elio Castro       |     |
| 57    | DEF   | Carlos Pinto      |     |
| 58    | DEF   | Alan Mendoza      |     |
| 50    | DEF   | Oliver Ortiz      |     |
| 70    | MED   | Joe Corona        |     |
| 47    | MED   | Marco Argüelles   | 66' |
| 75    | MED   | Vinicio Angulo    |     |
| 59    | DEL   | Gabriel Hachen    |     |
| 56    | DEL   | Pablo Torres      | 91' |
| D. T. | D. T. | Gabriel Caballero |     |

| 21    | POR   | Gerardo Ruiz             |     |
| 6     | DEF   | Alfonso Luna             |     |
| 34    | DEF   | Irving Zurita            | 60' |
| 17    | DEF   | David Stringel           |     |
| 14    | DEF   | Carlos Calvo Beristain   |     |
| 16    | MED   | Manuel Marroquín         |     |
| 20    | MED   | Oscar Uscanga            | 68' |
| 27    | MED   | Paúl Uscanga             |     |
| 22    | MED   | Fernando Herrera         |     |
| 28    | DEL   | Francisco Javier Estrada | 79' |
| 11    | DEL   | Carlos Garcés            |     |
| D. T. | D. T. | Eduardo Fentanes         |     |

| 68 | Centrocampista | Fernando Arce Juárez | 66' |
| 68 | Defensa        | Luis Trujillo        | 91' |

| 26 | Centrocampista | José Caraballo | 60' |
| 8  | Delantero      | Carlos Cauich  | 68' |
| 9  | Delantero      | Enzo Prono     | 79' |

| 67' (a.g.) | Manuel Marroquín | 1:0 |

| 90' | Juan Meza |

| 60' · 65' · 83' | Manuel Marroquín Alfonso Luna Carlos Calvo Beristain |

| Principal  | Oscar Mejia              |
| Asistentes | Cesar Cerritos           |
|            | Luis David Sandoval      |
| Cuarto     | Alejandro Funk Villafañe |

|                    |   |   |
| Tiros              | - | - |
| Tiros a puerta     | - | - |
| Faltas             | - | - |
| Saques de esquina  | - | - |
| Penaltis           | - | - |
| Fueras de juego    | - | - |
| Posesión del balón | % | % |

| Alineación inicial |

| 51    | POR   | Gaspar Servio     |     |
| 67    | DEF   | Juan Meza         |     |
| 55    | DEF   | Elio Castro       |     |
| 57    | DEF   | Carlos Pinto      |     |
| 58    | DEF   | Alan Mendoza      |     |
| 50    | DEF   | Oliver Ortiz      |     |
| 70    | MED   | Joe Corona        |     |
| 47    | MED   | Marco Argüelles   | 66' |
| 75    | MED   | Vinicio Angulo    |     |
| 59    | DEL   | Gabriel Hachen    |     |
| 56    | DEL   | Pablo Torres      | 91' |
| D. T. | D. T. | Gabriel Caballero |     |

| 21    | POR   | Gerardo Ruiz             |     |
| 6     | DEF   | Alfonso Luna             |     |
| 34    | DEF   | Irving Zurita            | 60' |
| 17    | DEF   | David Stringel           |     |
| 14    | DEF   | Carlos Calvo Beristain   |     |
| 16    | MED   | Manuel Marroquín         |     |
| 20    | MED   | Oscar Uscanga            | 68' |
| 27    | MED   | Paúl Uscanga             |     |
| 22    | MED   | Fernando Herrera         |     |
| 28    | DEL   | Francisco Javier Estrada | 79' |
| 11    | DEL   | Carlos Garcés            |     |
| D. T. | D. T. | Eduardo Fentanes         |     |

| 68 | Centrocampista | Fernando Arce Juárez | 66' |
| 68 | Defensa        | Luis Trujillo        | 91' |

| 26 | Centrocampista | José Caraballo | 60' |
| 8  | Delantero      | Carlos Cauich  | 68' |
| 9  | Delantero      | Enzo Prono     | 79' |

| 67' (a.g.) | Manuel Marroquín | 1:0 |

| 90' | Juan Meza |

| 60' · 65' · 83' | Manuel Marroquín Alfonso Luna Carlos Calvo Beristain |

| Principal  | Oscar Mejia              |
| Asistentes | Cesar Cerritos           |
|            | Luis David Sandoval      |
| Cuarto     | Alejandro Funk Villafañe |

|                    |   |   |
| Tiros              | - | - |
| Tiros a puerta     | - | - |
| Faltas             | - | - |
| Saques de esquina  | - | - |
| Penaltis           | - | - |
| Fueras de juego    | - | - |
| Posesión del balón | % | % |

| Alineación inicial |

| 51    | POR   | Gaspar Servio     |     |
| 67    | DEF   | Juan Meza         |     |
| 55    | DEF   | Elio Castro       |     |
| 57    | DEF   | Carlos Pinto      |     |
| 58    | DEF   | Alan Mendoza      |     |
| 50    | DEF   | Oliver Ortiz      |     |
| 70    | MED   | Joe Corona        |     |
| 47    | MED   | Marco Argüelles   | 66' |
| 75    | MED   | Vinicio Angulo    |     |
| 59    | DEL   | Gabriel Hachen    |     |
| 56    | DEL   | Pablo Torres      | 91' |
| D. T. | D. T. | Gabriel Caballero |     |

| 21    | POR   | Gerardo Ruiz             |     |
| 6     | DEF   | Alfonso Luna             |     |
| 34    | DEF   | Irving Zurita            | 60' |
| 17    | DEF   | David Stringel           |     |
| 14    | DEF   | Carlos Calvo Beristain   |     |
| 16    | MED   | Manuel Marroquín         |     |
| 20    | MED   | Oscar Uscanga            | 68' |
| 27    | MED   | Paúl Uscanga             |     |
| 22    | MED   | Fernando Herrera         |     |
| 28    | DEL   | Francisco Javier Estrada | 79' |
| 11    | DEL   | Carlos Garcés            |     |
| D. T. | D. T. | Eduardo Fentanes         |     |

| 68 | Centrocampista | Fernando Arce Juárez | 66' |
| 68 | Defensa        | Luis Trujillo        | 91' |

| 26 | Centrocampista | José Caraballo | 60' |
| 8  | Delantero      | Carlos Cauich  | 68' |
| 9  | Delantero      | Enzo Prono     | 79' |

| 67' (a.g.) | Manuel Marroquín | 1:0 |

| 90' | Juan Meza |

| 60' · 65' · 83' | Manuel Marroquín Alfonso Luna Carlos Calvo Beristain |

| Principal  | Oscar Mejia              |
| Asistentes | Cesar Cerritos           |
|            | Luis David Sandoval      |
| Cuarto     | Alejandro Funk Villafañe |

|                    |   |   |
| Tiros              | - | - |
| Tiros a puerta     | - | - |
| Faltas             | - | - |
| Saques de esquina  | - | - |
| Penaltis           | - | - |
| Fueras de juego    | - | - |
| Posesión del balón | % | % |

| Alineación inicial |

| 51    | POR   | Gaspar Servio     |     |
| 67    | DEF   | Juan Meza         |     |
| 55    | DEF   | Elio Castro       |     |
| 57    | DEF   | Carlos Pinto      |     |
| 58    | DEF   | Alan Mendoza      |     |
| 50    | DEF   | Oliver Ortiz      |     |
| 70    | MED   | Joe Corona        |     |
| 47    | MED   | Marco Argüelles   | 66' |
| 75    | MED   | Vinicio Angulo    |     |
| 59    | DEL   | Gabriel Hachen    |     |
| 56    | DEL   | Pablo Torres      | 91' |
| D. T. | D. T. | Gabriel Caballero |     |

| 21    | POR   | Gerardo Ruiz             |     |
| 6     | DEF   | Alfonso Luna             |     |
| 34    | DEF   | Irving Zurita            | 60' |
| 17    | DEF   | David Stringel           |     |
| 14    | DEF   | Carlos Calvo Beristain   |     |
| 16    | MED   | Manuel Marroquín         |     |
| 20    | MED   | Oscar Uscanga            | 68' |
| 27    | MED   | Paúl Uscanga             |     |
| 22    | MED   | Fernando Herrera         |     |
| 28    | DEL   | Francisco Javier Estrada | 79' |
| 11    | DEL   | Carlos Garcés            |     |
| D. T. | D. T. | Eduardo Fentanes         |     |

| 68 | Centrocampista | Fernando Arce Juárez | 66' |
| 68 | Defensa        | Luis Trujillo        | 91' |

| 26 | Centrocampista | José Caraballo | 60' |
| 8  | Delantero      | Carlos Cauich  | 68' |
| 9  | Delantero      | Enzo Prono     | 79' |

| 67' (a.g.) | Manuel Marroquín | 1:0 |

| 90' | Juan Meza |

| 60' · 65' · 83' | Manuel Marroquín Alfonso Luna Carlos Calvo Beristain |

| Principal  | Oscar Mejia              |
| Asistentes | Cesar Cerritos           |
|            | Luis David Sandoval      |
| Cuarto     | Alejandro Funk Villafañe |

|                    |   |   |
| Tiros              | - | - |
| Tiros a puerta     | - | - |
| Faltas             | - | - |
| Saques de esquina  | - | - |
| Penaltis           | - | - |
| Fueras de juego    | - | - |
| Posesión del balón | % | % |

| Alineación inicial |

| Campeón Apertura 2016 |
| --------------------- |
|                       |
| Dorados de Sinaloa    |
| 4.º Título            |

## Estadísticas

### Máximos goleadores
Lista con los máximos goleadores del Ascenso MX, * Datos según la página oficial de la competición (enlace roto disponible en Internet Archive; véase el historial, la primera versión y la última)..
 Fecha de actualización: 31 de octubre de 2016
| Pos. | Posición | Jugador                    | Equipo    | Goles | Penal | Minutos |
| ---- | -------- | -------------------------- | --------- | ----- | ----- | ------- |
| 1.º  | DEL      | Roberto Nurse              | Zacatecas | 16    | 2     | 1340    |
| 2.º  | DEL      | Gustavo Adrián Ramírez     | Zacatecas | 12    | 0     | 1360    |
| 3.º  | MED      | Sergio Andrés Vergara Sáez | Celaya    | 11    | 0     | 1312    |
| 4.º  | DEL      | Ismael Valadéz Arce        | U. de G.  | 10    | 2     | 1528    |
| 5.º  | DEL      | Douglas Willian da Silva   | Tapachula | 9     | 1     | 999     |

### Tripletes
| Jugador                | Equipo    | Adversario  | Resultado | Goles       | Fecha           |
| ---------------------- | --------- | ----------- | --------- | ----------- | --------------- |
| Jorge Mora             | U. de G.  | Potros UAEM | 2 - 4     | 49' 66' 77' | 16 de julio     |
| Roberto Nurse          | Zacatecas | Cimarrones  | 4 - 0     | 1' 49' 76'  | 22 de julio     |
| Gabriel Hachen         | Dorados   | Lobos BUAP  | 5 - 0     | 2' 26' 47'  | 30 de julio     |
| Gustavo Adrián Ramírez | Zacatecas | Venados     | 4 - 0     | 60' 83' 87' | 2 de septiembre |

## Asistencia
Lista con la asistencia del Ascenso Bancomer MX, * Datos según la página oficial de la competición.
 Fecha de actualización: 07 de noviembre de 2016
| 1  | 55,161 | 6,129 | 41.58 % | Juárez vs Zacatecas (9,088)                                      | Archivo:Correcaminos UAT.png Correcaminos UAT vs Zacatepec (2,223) | Asistencia J1 |
| 2  | 54,967 | 6,107 | 28.54 % | Tapachula vs Juárez (10,225)                                     | Atlante vs Correcaminos UAT Archivo:Correcaminos UAT.png (2,853)   | Asistencia J2 |
| 3  | 43,317 | 4,813 | 31.97 % | Juárez vs U. de G. (8,313)                                       | Archivo:Correcaminos UAT.png Correcaminos UAT vs Venados (2,749)   | Asistencia J3 |
| 4  | 41,198 | 4,577 | 22.08 % | Zacatecas vs Oaxaca (7,435)                                      | Lobos BUAP vs Potros UAEM (1,631)                                  | Asistencia J4 |
| 5  | 47,938 | 5,326 | 33.27 % | Dorados vs Potros UAEM (8,333)                                   | Atlante vs Venados (3,025)                                         | Asistencia J5 |
| 6  | 48,859 | 5,428 | 27.10 % | Cafetaleros vs Archivo:Correcaminos UAT.png Correcaminos (9,545) | LobosBUAP vs Juárez (2,098)                                        | Asistencia J6 |
| 7  | 46,395 | 5,155 | 31.58 % | Cimarrones vs LobosBUAP (8,200)                                  | Loros vs Tampico Madero (2,621)                                    | Asistencia J7 |
| 8  | 46,542 | 5,171 | 31.44 % | Tapachula vs Atlante (9,806)                                     | Lobos BUAP vs Loros (1,253)                                        | Asistencia J8 |
| 9  | 47,260 | 5,251 | 31.44 % | Celaya FC vs Mineros (9,600)                                     | Loros vs Potros UAEM (1,945)                                       | Asistencia J9 |
| 10 | 42,332 | 4,703 | 24.32 % | Tapachula vs Celaya FC (10,103)                                  | Coras FC vs Loros (1,809)                                          | AsistenciaJ10 |
| 11 | 40,496 | 4,499 | 27.85 % | Celaya FC vs Leones Negros (7,620)                               | Loros vs Juárez (2,225)                                            | AsistenciaJ11 |
| 12 | 45,611 | 5,067 | 25.48 % | Tapachula vs Dorados (8,577)                                     | Murciélagos vs Celaya FC (2,653)                                   | AsistenciaJ12 |
| 13 | 51,222 | 5,691 | 34.07 % | Tapachula vs Leones Negros (9,268)                               | Atlante vs Potros UAEM (3,046)                                     | AsistenciaJ13 |
| 14 | 38,263 | 4,251 | 21.98 % | Cimarrones vs Archivo:Correcaminos UAT.png Correcaminos (8,450)  | Loros vs Alebrijes (1,475)                                         | AsistenciaJ14 |
| 15 | 46,721 | 5,191 | 24.85 % | Celaya FC vs Potros UAEM (8,159)                                 | Atlante vs FC Juárez (2,847)                                       | AsistenciaJ15 |
| 16 | 39,623 | 4,402 | 32.83 % | Cimarrones vs Atlante (11,860)                                   | Loros vs Zacatepec (820)                                           | AsistenciaJ16 |
| 17 | 34,242 | 3,804 | 18.92 % | Celaya FC vs FC Juárez (8,426)                                   | Archivo:Correcaminos UAT.png Correcaminos vs Dorados (782)         | AsistenciaJ17 |